# 吕合站
吕合站是位于云南省楚雄市吕合镇的一个铁路车站，有广大铁路经过该站，车站建于1997年。现仅办理货运，不办理客运业务，车站及其上下行区间均未电气化。车站距离广通站56公里，隶属昆明铁路局，是四等站。